# 競馬場前駅 (福岡県)
競馬場前駅（けいばじょうまええき）は、福岡県北九州市小倉南区北方四丁目にある、北九州高速鉄道（北九州モノレール）小倉線の駅である。駅番号は「08」。
現在、列車の到着時のアナウンスでは、合わせて北九州市立大学前と案内されており、駅名標にもカッコ書きで記載がある。

## 歴史
- 1985年（昭和60年）1月9日：開業[1]。
- 1999年（平成11年）：小倉競馬場のリニューアルにあわせて増築。上りホームを拡幅し、小倉競馬場寄りに改札口・エスカレータ[2]を増設。
- 2015年（平成27年）10月1日：ICカード「mono SUGOCA」の利用が可能となる[3]。

## 駅構造
相対式ホーム2面2線のをもつ高架駅である。増築により、上り（小倉方面）ホームの方が広くなっている。
小倉競馬場スタンドとは直通通路で直結している。反対側は小倉競馬場の第3駐車場（立体駐車場）と直結しており、駐車場利用者が駅構内を横断する。
北方方に非常用の渡り線が設置されている。

### のりば
| 番線 | 路線    | 行先       |
| ---- | ------- | ---------- |
| 1    | ■小倉線 | 企救丘方面 |
| 2    | ■小倉線 | 小倉方面   |

## 利用状況
2019年度の1日平均乗降人員は4,362人である。各年度の1日平均乗車人員は下表のとおり。
| 乗車人員推移 | 乗車人員推移 |
| 年度         | 1日平均人数  |
| ------------ | ------------ |
| 2000年       | 2,865        |
| 2001年       | 2,795        |
| 2002年       | 2,763        |
| 2003年       | 2,724        |
| 2004年       | 2,651        |
| 2005年       | 2,606        |
| 2006年       | 2,496        |
| 2007年       | 2,601        |
| 2008年       | 2,590        |
| 2009年       | 2,434        |
| 2010年       | 2,506        |
| 2011年       | 2,434        |
| 2012年       | 2,270        |
| 2013年       | 2,284        |
| 2014年       | 2,208        |
| 2015年       | 2,227        |
| 2016年       | 2,292        |
| 2017年       | 2,358        |
| 2018年       | 2,325        |
| 2019年       | 2,239        |

## 駅周辺

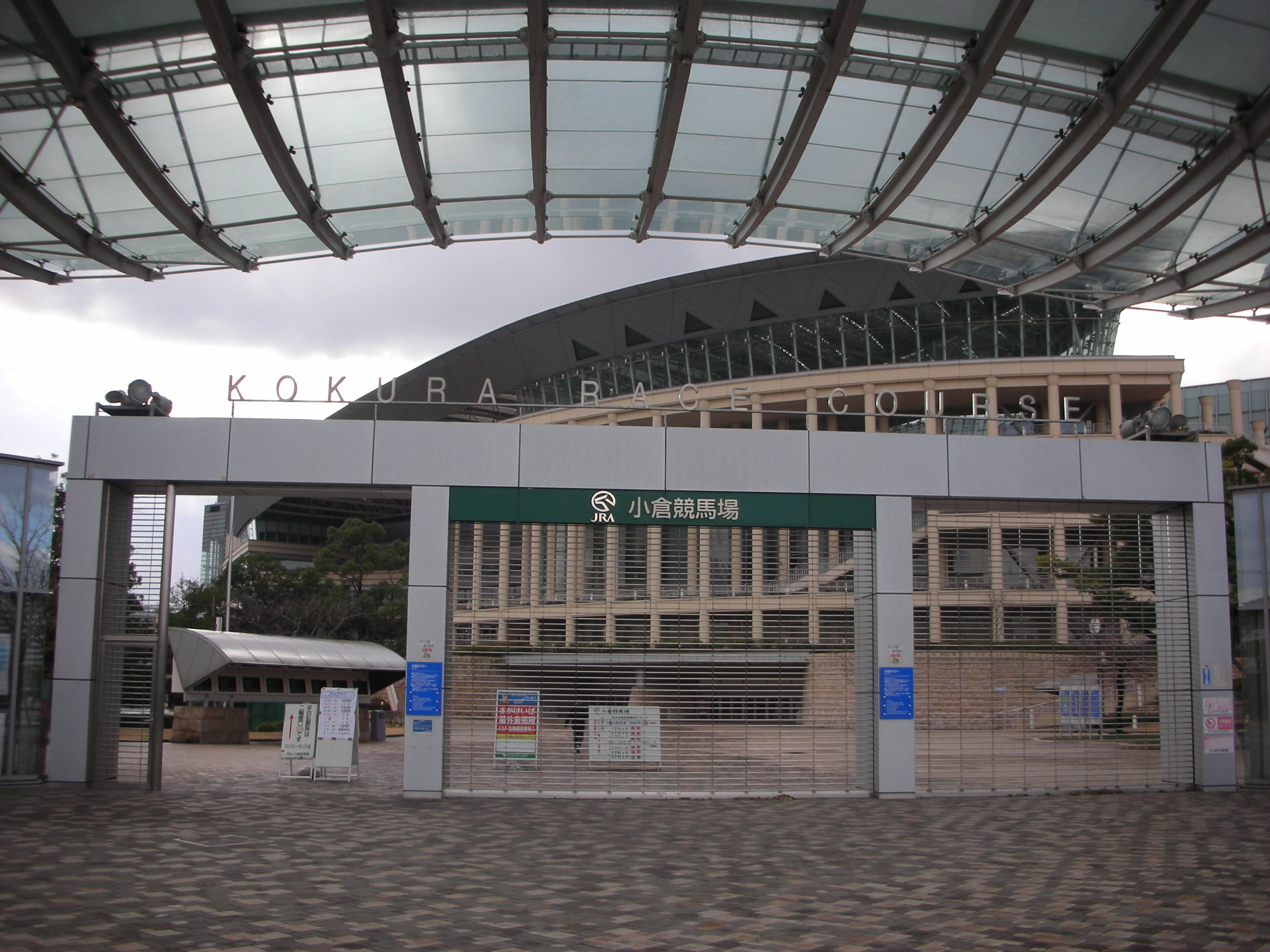
小倉競馬場メインゲート

- JRA小倉競馬場
- 北九州市立大学 北方キャンパス
- 陸上自衛隊小倉駐屯地
- 北九州自動車運転免許試験場
- 北九州医療刑務所
- 小倉南体育館

## バス路線
駅真下に「競馬場前北九州市立大学前」停留所があり、下記の路線が発着する。
西鉄高速バス
- なかたに号 - 西鉄天神高速バスターミナル方面

西鉄バス北九州
- 北九州空港エアポートバス - 北九州空港方面
- 36 - 小倉駅バスセンター・砂津 / 志井車庫方面

## 隣の駅
北九州高速鉄道
■小倉線
北方駅(07) - 競馬場前駅(08) - 守恒駅(09)